# Gallinago nemoricola
Il beccacino dei boschi (Gallinago nemoricola, Hodgson 1836) è un uccello della famiglia degli Scolopacidae dell'ordine dei Charadriiformes.

## Sistematica
Gallinago nemoricola non ha sottospecie, è monotipica.

## Distribuzione e habitat
Questo uccello nidifica nella zona himalayana dell'India, in Nepal e Bhutan, nel Tibet sud-orientale, nella provincia dello Sichuan e forse in quella dello Yunnan. In inverno scende a più basse altitudini e si sposta anche nella zona settentrionale del Vietnam e in Laos. È di passo nel centro-sud dell'India, in Sri Lanka, in Myanmar, Bangladesh e Pakistan. Probabilmente estinto in Thailandia.